# Taça de Portugal de Voleibol Masculino
A Taça de Portugal de Voleibol é uma competição portuguesa organizada pela Federação de Andebol de Portugal, disputada anualmente por todos os clubes dos três principais escalões do campeonato nacional (com excepção de todas as equipas B que participem nesses campeonatos). 

Criada na época 1964–65, a Taça de Portugal teve como primeiro vencedor o Sporting de Espinho. O maior vencedor da prova é o SL Benfica que conta com 18 troféus conquistados. É disputada segundo o sistema de eliminatórias a uma mão (com sorteio do clube visitado).

## Vencedores da Taça de Portugal
| Época   |                                  | Final                                   | Final                            | Final |
| Época   | Campeão                          | Resultado                               | Finalista                        |       |
| 1964–65 | SC Espinho                       | 3–0 (15–7, 16–6, 15–10)                 | Avintes                          |       |
| 1965–66 | Benfica                          | 3–0 (15–4,15–11,12–15,15–10)            | Lisboa GC                        |       |
| 1966–67 | AEIS Técnico                     | 3–2 (15–7, 15–5, 8–15, 11–15, 15–8)     | Benfica                          |       |
| 1967–68 | FC Porto                         | 3–1 (16–14, 13–15, 15–9, 15–13)         | SC Espinho                       |       |
| 1968–69 | Leixões                          | 3–0 (17–15, 15–5, 15–12)                | Benfica                          |       |
| 1969–70 | FC Porto                         | 3–2 (15–10, 13–15, 9–15, 15–8, 15–13)   | Benfica                          |       |
| 1970–71 | FC Porto                         | 3–2 (15–12, 9–15, 9–15, 15–13, 17–15)   | Leixões                          |       |
| 1971–72 | FC Porto                         | 3–0 (15–6, 15–13, 15–11)                | Benfica                          |       |
| 1972–73 | Leixões                          | 3–1 (15–5, 11–15, 15–5, 15–12)          | SC Espinho                       |       |
| 1973–74 | Benfica                          | 3–1 (15–6, 15–11, 6–15, 16–14)          | Leixões                          |       |
| 1974–75 | Benfica                          | 3–0 (15–4, 15–5, 15–10)                 | SC Espinho                       |       |
| 1975–76 | Benfica                          | 3–1 (13–15, 15–4, 15–13, 15–13)         | FC Porto                         |       |
| 1976–77 | Leixões                          | 3–0 (15–4, 15–3, 15–8)                  | AEIS Técnico                     |       |
| 1977–78 | Benfica                          | 3–0 (15–12, 15–10, 15–10)               | FC Porto                         |       |
| 1978–79 | Benfica                          | 3–0 (15–4, 15–7, 15–11)                 | Madalena                         |       |
| 1979–80 | Benfica                          | 3–1 (9–15, 15–11, 15–8, 20–18)          | Leixões                          |       |
| 1980–81 | SC Espinho                       | 3–2 (15–17, 15–8, 15–11, 13–15, 15–13)  | Leixões                          |       |
| 1981–82 | Esmoriz                          | 3–0 (15–12, 15–4, 15–12)                | CDUL                             |       |
| 1982–83 | Leixões                          | 3–0 (15–12, 16–14, 15–6)                | Esmoriz                          |       |
| 1983–84 | SC Espinho                       | 3–0 (15–10, 15–7, 15–13)                | Esmoriz                          |       |
| 1984–85 | SC Espinho                       | 3–1 (15–9, 16–14, 9–15, 15–11)          | AA São Mamede                    |       |
| 1985–86 | ISEF Lisboa                      | 3–2 (15–8, 11–15, 8–15, 15–10, 15–8)    | SC Espinho                       |       |
| 1986–87 | FC Porto                         | ?                                       | Leixões                          |       |
| 1987–88 | FC Porto                         | ?                                       | Benfica                          |       |
| 1988–89 | Leixões                          | 3–1 (15–9, 6–15, 15–13, 15–12)          | Sporting                         |       |
| 1989–90 | Benfica                          | 3–0 (15–4, 15–7, 15–11)                 | Leixões                          |       |
| 1990–91 | Sporting                         | 3–0 (15–6, 15–13, 15–5)                 | AA Espinho                       |       |
| 1991–92 | Benfica                          | 3–2 (16–14, 9–15, 16–14, 6–15, 17–16)   | Sporting                         |       |
| 1992–93 | Sporting                         | 3–0 (15–3, 15–4, 15–6)                  | CD Nacional                      |       |
| 1993–94 | Castelo da Maia                  | 3–2 (15–12, 15–8, 5–15, 12–15, 15–12)   | Sporting                         |       |
| 1994–95 | Sporting                         | 3–0 (15–6, 15–4, 15–13)                 | SC Espinho                       |       |
| 1995–96 | SC Espinho                       | 3–0 (15–5, 15–5, 15–4)                  | Leixões                          |       |
| 1996–97 | SC Espinho                       | 3–0 (15–8, 15–13, 15–5)                 | Castelo da Maia                  |       |
| 1997–98 | SC Espinho                       | 3–0 (15–11, 15–8, 15–10)                | Castelo da Maia                  |       |
| 1998–99 | SC Espinho                       | 3–0 (15–10, 15–13, 15–6)                | Castelo da Maia                  |       |
| 1999–00 | SC Espinho                       | 3–0 (25–18, 25–18, 25–20)               | Leixões                          |       |
| 2000–01 | SC Espinho                       | 3–0 (25–23, 25–22, 25–23)               | CD Nacional                      |       |
| 2001–02 | Castelo da Maia                  | 3–0 (25–21, 25–20, 25–18)               | Leixões                          |       |
| 2002–03 | Castelo da Maia                  | 3–0 (25–21, 25–23, 25–16)               | Vitória SC                       |       |
| 2003–04 | Castelo da Maia                  | 3–0 (27–25, 25–14, 25–21)               | Vitória SC                       |       |
| 2004–05 | Benfica                          | 3–2 (22–25, 23–25, 25–14, 25–16, 16–14) | Esmoriz                          |       |
| 2005–06 | Benfica                          | 3–0 (25–19, 25–19, 25–22)               | SC Espinho                       |       |
| 2006–07 | Benfica                          | 3–0 (25–23, 27–25, 25–23)               | Castelo da Maia                  |       |
| 2007–08 | SC Espinho                       | 3–0 (25–22, 25–22, 25–22)               | Vitória SC                       |       |
| 2008–09 | Vitória SC                       | 3–2 (25–22, 16–25, 25–22, 18–25 15–7)   | SC Espinho                       |       |
| 2009–10 | Castelo da Maia                  | 3–1 (26–24, 21–25, 25–19, 25–23)        | Benfica                          |       |
| 2010–11 | Benfica                          | 3–0 (25–22, 25–18, 25–19)               | SC Espinho                       |       |
| 2011–12 | Benfica                          | 3–1 (21–25, 25–12, 25–16, 25–12)        | AA Espinho                       |       |
| 2012–13 | Fonte do Bastardo                | 3–0 (25–20, 25–15, 25–21)               | Vitória SC                       |       |
| 2013–14 | Castelo da Maia                  | 3–2 (22–25, 20–25, 25–22, 25–17, 15–10) | Fonte do Bastardo                |       |
| 2014–15 | Benfica                          | 3–0 (20–25, 19–25, 14–25)               | SC Espinho                       |       |
| 2015–16 | Benfica                          | 3–1 (25–19, 20–25, 25–19, 25–17)        | Fonte do Bastardo                |       |
| 2016–17 | SC Espinho                       | 3–0 (25–18, 25–19, 25–22)               | Benfica                          |       |
| 2017–18 | Benfica                          | 3–1 (24–26, 25–18, 25–22, 25–12)        | Castelo da Maia                  |       |
| 2018–19 | Benfica                          | 3–1 (26–28, 25–16, 25–22, 25–20)        | Fonte do Bastardo                |       |
| 2019–20 | Não Disputado devido ao Covid-19 | Não Disputado devido ao Covid-19        | Não Disputado devido ao Covid-19 |       |
| 2020–21 | Sporting                         | 3–1 (29–27, 25–22, 16–25, 28-26)        | Benfica                          |       |
| 2021–22 | Benfica                          | 3–1 (20–25, 25–23, 25–18, 25–22)        | Fonte do Bastardo                |       |
| 2022–23 | Benfica                          | 3–0 (25–21, 25–19, 25–18)               | Fonte do Bastardo                |       |
| 2023–24 | Sporting                         | 3–2 (25–16, 20–25, 25–22, 20–25, 22–20) | Fonte do Bastardo                |       |

## Títulos por clube
| Clube             | Títulos | Finalista | Anos títulos | Anos finalista                                             |
| ----------------- | ------- | --------- | --- | ---------------------------------------------------------- |
| Benfica           | 21      | 8         | 1966, 1974, 1975, 1976, 1978, 1979, 1980, 1990, 1992, 2005, 2006, 2007, 2011, 2012, 2015, 2016, 2018, 2019, 2022, 2023, 2025 | 1967, 1969, 1970, 1972, 1988, 2010, 2017, 2021             |
| SC Espinho        | 12      | 9         | 1965, 1981, 1984, 1985, 1996, 1997, 1998, 1999, 2000, 2001, 2008, 2017                                                       | 1968, 1973, 1975, 1986, 1995, 2006, 2009, 2011, 2015       |
| Castêlo da Maia   | 6       | 5         | 1994, 2002, 2003, 2004, 2010, 2014                                                                                           | 1997, 1998, 1999, 2007,2018                                |
| FC Porto          | 6       | 2         | 1968, 1970, 1971, 1972, 1987, 1988                                                                                           | 1976, 1978                                                 |
| Leixões           | 5       | 10        | 1969, 1973, 1977, 1983, 1989                                                                                                 | 1971, 1974, 1980, 1981, 1987, 1990, 1996, 2000, 2002, 2025 |
| Sporting          | 5       | 3         | 1991, 1993, 1994, 2021, 2024                                                                                                 | 1989, 1992, 1994                                           |
| Vitória SC        | 1       | 4         | 2009 | 2003, 2004, 2008, 2013                                     |
| Esmoriz           | 1       | 3         | 1982 | 1983, 1984, 2005                                           |
| Fonte do Bastardo | 1       | 6         | 2013 | 2014, 2016, 2019, 2022, 2023, 2024                         |
| AEIS Técnico      | 1       | 1         | 1967 | 1977                                                       |
| ISEF Lisboa       | 1       | 0         | 1986 | –                                                          |
| CD Nacional       | 0       | 2         | – | 1993, 2001                                                 |
| AA Espinho        | 0       | 2         | – | 1991, 2012                                                 |
| Avintes           | 0       | 1         | – | 1965                                                       |
| Lisboa GC         | 0       | 1         | – | 1966                                                       |
| Madalena          | 0       | 1         | – | 1979                                                       |
| CDUL              | 0       | 1         | – | 1982                                                       |
| São Mamede        | 0       | 1         | – | 1985                                                       |